# 图瓦雷苏孔唐索尔
图瓦雷苏孔唐索尔（法語：Thoiré-sous-Contensor，法語發音：[twaʁe su kɔ̃tɑ̃sɔʁ]）是法国萨尔特省的一个市镇，属于马梅尔斯区。

## 地理
图瓦雷苏孔唐索尔（48°18'41"N, 0°12'2"E）面积5.99 平方千米，位于法国卢瓦尔河地区大区萨尔特省，该省份为法国西北部内陆省份，北起顺时针与奥恩省、厄尔-卢瓦省、卢瓦-谢尔省、安德尔-卢瓦尔省、曼恩-卢瓦尔省和马耶讷省接壤，是法国大西部的入口，连接卢瓦尔河谷、布列塔尼和巴黎盆地。
与图瓦雷苏孔唐索尔接壤的市镇（或旧市镇、城区）包括：卢维尼、谢朗塞、格朗尚、莱梅。

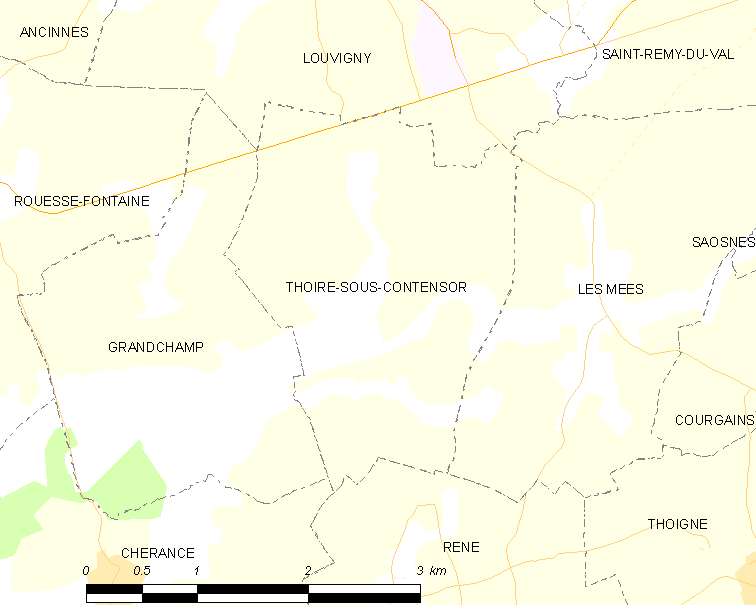
图瓦雷苏孔唐索尔的OSM定位图

图瓦雷苏孔唐索尔的时区为UTC+01:00、UTC+02:00（夏令时）。

## 行政
图瓦雷苏孔唐索尔的邮政编码为72610，INSEE市镇编码为72355。

## 政治
图瓦雷苏孔唐索尔所属的省级选区为锡耶勒纪尧姆县。

## 人口

1962-2008年间图瓦雷苏孔唐索尔人口变化图示

图瓦雷苏孔唐索尔于2022年1月1日时的人口数量为119人。